# Bahnhof Davos Platz
Der Bahnhof Davos Platz der Rhätischen Bahn ist einer von acht Bahnstationen in der Gemeinde Davos. Er war ursprünglich der Endbahnhof der 1890 eröffneten Landquart-Davos-Bahn und wurde mit dem Bau der Bahnstrecke nach Filisur 1909 zu einem Durchgangsbahnhof.

## Geschichte
Die Geschichte des Bahnhofes ist untrennbar mit der Bahnstrecke Landquart–Davos verbunden. Die ursprüngliche Idee von Willem Jan Holsboer war keine Lokalbahn, sondern die Scalettabahn, deren Strecke von Davos weiter nach Chiavenna weiterführen sollte. Dieser Plan sah einen zentralen Bahnhof für Davos im Bereich des englischen Viertels beim Schiabach vor. Da aber der Kanton die Albulalinie bevorzugte, war das Projekt der Scalettabahn nicht mehr umsetzbar. Entsprechend musste das Eisenbahnprojekt umgearbeitet werden. Auch die Interessen der beiden Kurorte Davos Dorf und Davos Platz standen dem Projekt eines Zentralbahnhofes entgegen. Dies führte dazu, dass anstelle eines Zentralbahnhofes zwei Bahnhöfe (Davos Dorf und Davos Platz) angelegt wurden.
Als Endbahnhof einer Eisenbahnstrecke war der Bahnhof entsprechend umfangreich zu planen.

## Ausstattung
Entsprechend der Funktion als Endbahnhof einer Strecke sind die Gleisanlagen umfangreich, auch wenn vom Verkehrsaufkommen her die Abstellanlagen eher klein und kurz sind. Anfänglich gab es eine zweiständige Wagenhalle und ein zweiständiges Lokomotivdepot mit Drehscheibe.
Heute umfasst die Publikumsanlage drei Bahnsteiggleise (Gleise 1–3). Diese sind der Hausbahnsteig beim Aufnahmegebäude und der durch eine Unterführung erschlossene Mittelbahnsteig mit beidseitiger Bahnsteigkante. Der Bahnhof entspricht den aktuellen Anforderungen des Behindertengesetzes.

## Gebäude
Der Bahnhof erhielt 1890 ein provisorisches Stationsgebäude, welches nach Inbetriebnahme des definitiven Gebäudes noch als Wohnhaus diente und 1949 abgebrochen wurde.
Das definitive Bahnhofsgebäude wurde vermutlich nach den Plänen von Gaudenz Issler erstellt und war Mitte Juli 1891 fertiggestellt. Im Hinblick auf die Inbetriebnahme der Strecke nach Filisur wurde das Gebäude im Jahr 1908 im Inneren umgebaut und mit einer Zentralheizung versehen. 1922 erfolgte ein grösserer Umbau der Perronanlage und des Stationsgebäudes nach den Plänen des Hochbaubüros der RhB unter Leitung von Rudolf Sievi. Ausführende Baufirma war die in Arosa ansässige Chaletfabrik. Zwischen 1947 und 1949 erfolgte ein Neubau nach den Plänen von Rudolf Gaberel unter der Leitung des Oberingenieurs Hans Conrad. Das Bahnhofsgebäude mit seinem ortsbildtypischen Davoser Flachdach steht als Kulturdenkmal der Kategorie B unter kantonalem Denkmalschutz.

## Betriebliches

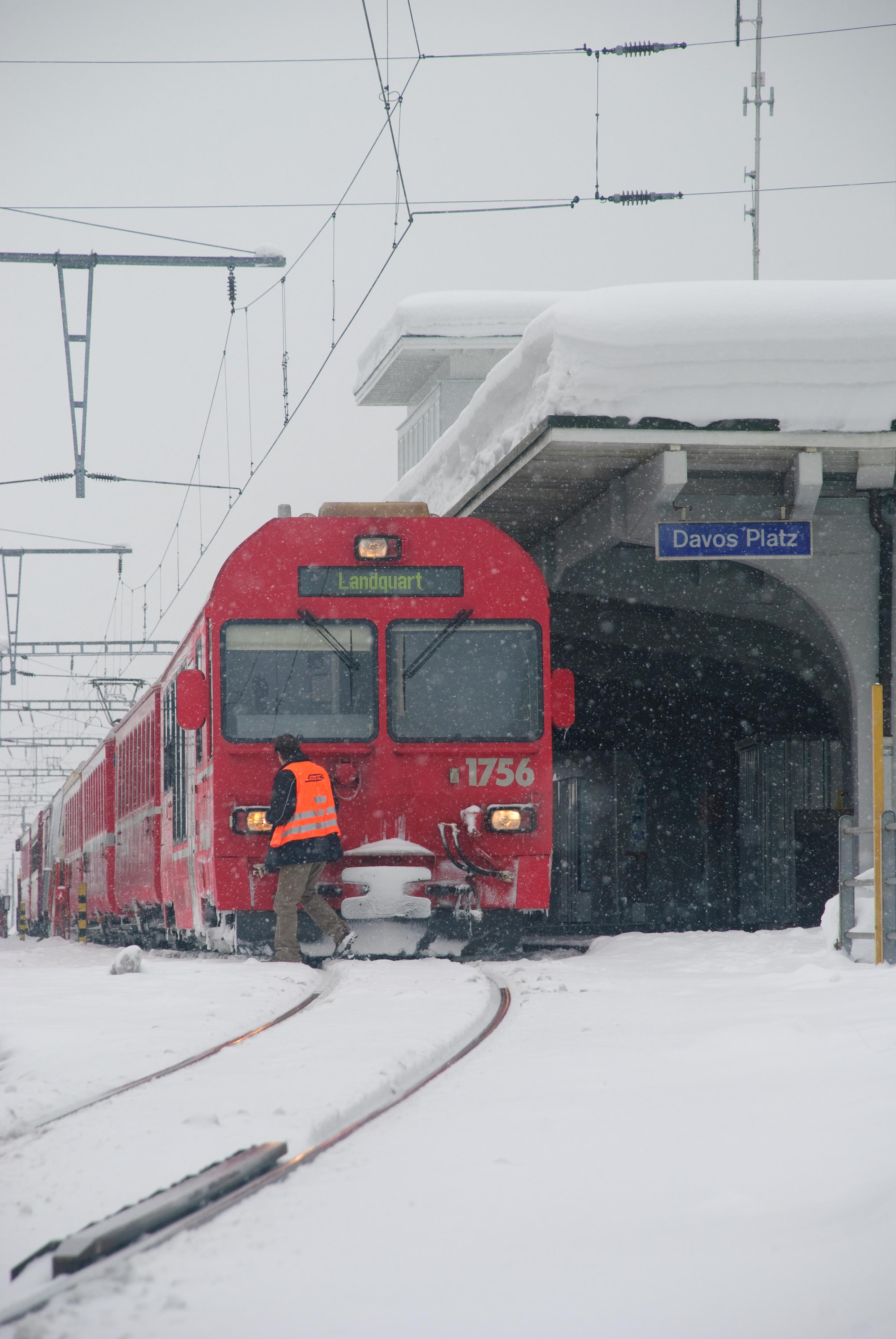
Winterbild (2009)

Seit 2019 fahren die Züge im Halbstundentakt zwischen Davos Platz und Landquart. Seit Fahrplanjahr 2023 verkehrt der RegioExpress (RE) Landquart–St. Moritz jede Stunde gemeinsam mit dem RE Landquart–Davos bis nach Klosters und wird dort geflügelt, also in zwei Teilzüge aufgetrennt bzw. wieder zusammengeführt. Seit Ende 2022 verkehrt auch der eine halbe Stunde später fahrende RE Davos–Landquart zusammen mit einem RE Landquart–Klosters–Scuol-Tarasp als Flügelzug.
- RE 1 (Landquart –) Klosters (Flügelung) – Davos – Filisur
- RE 2 (Landquart –) Klosters (Flügelung) – Davos

Ab Davos Platz verkehren Ortsbusse und drei Postautolinien:
- 183 Davos Platz – Tiefencastel – Lenzerheide/Lai
- 308 Davos Platz – Sertig
- 331 Davos Platz – Flüela – Susch (Flüelapass-Linie, nur im Sommer)

### Ehemaliger Verkehr

Bahnseite (1958)

Der erste Sommerfahrplan 1890 umfasste vier Zugpaare Landquart–Davos. Die beiden Strecken nach Landquart und Filisur wurden lange eigenständig betrieben, es musste in Davos Platz in der Regel umgestiegen werden. Der Hauptverkehrsstrom führt in Richtung Landquart, während die Strecke nach Filisur eine Nebenstrecke blieb. Auf dem Ast nach Filisur pendelte mehrere Jahre im Stundentakt eine einzelne Pendelzugkomposition, die auf die in Filisur kreuzenden Albulazüge ausgerichtet war. 
Der erstmals im Sommer 1995 eingeführte «Heidiland Bernina Express» war damals der einzige Tageszug, der die Strecke Klosters–Davos–Filisur befuhr. Er wurde 2000 in «Heidi Express» umbenannt. Dieser Zug wurde 2005 eingestellt. Ab 1982 gab es Kurswagen des «Glacier-Express», die von Davos Platz über Landquart/Chur verkehrten. Der später in einen eigenständigen Zug umgewandelte Glacier-Express fuhr bis 2013.